# European Liberal Youth
European Liberal Youth (LYMEC) er en europæisk paraplyorganisation for liberale og socialliberale politiske ungdomsorganisationer. Gennem de 59 medlemsorganisationer i 37 europæiske lande har LYMEC 210.000 medlemmer. Formand er Vedrana Gujic, Kroatien.
LYMEC blev dannet i 1976 som Liberal and Radical Youth Movement of the European Community, men da organisationen også har medlemsorganisationer i lande uden for EU, f.eks. Norge, bruger organisationen i dag forkortelsen LYMEC suppleret med European Liberal Youth. LYMEC er officiel ungdomsorganisation for det europæiske liberale parti, ALDE, og er repræsenteret i partiets besluttende organer. LYMEC har desuden sæde i European Youth Forum.
Fra Danmark er Radikal Ungdom, Venstres Ungdom og Danmarks Liberale Studerende medlem, derudover er Unge Moderater associeret medlem af LYMEC.
Siden maj 2008 har Mette Lykke Nielsen fra Radikal Ungdom været medlem af LYMEC's ledelse.

## Politik
LYMECs politiske vision er et liberalt, demokratisk og føderalt EU, som omfatter alle Europas stater. LYMEC har været principfast tilhænger af udvidelserne af EU. Indenfor EU arbejder LYMEC særligt for at fjerne alle hindringer for den frie bevægelighed af mennesker, varer, tjenester og kapital. LYMEC er desuden tilhænger af en fælles udenrigs- og sikkerhedspolitik i EU.

## Ledelse 2010-2012
- Alexander Plahr, præsident (Tyskland)
- Mette Lykke Nielsen, vicepræsident (Danmark)
- Matilda Flemming, kasserer (Finland)

- Claudia Benchescu (Rumænien)
- Jeroen Diepemaat (Nederlandene)
- Mireia Huerta (Spanien)
- Vedrana Gujic (Kroatien)

## Præsidenter i LYMEC
- 2014-: Vedrana Gujic
- 2012-2014:
- 2010-2012: Alexander Plahr
- 2008-2010: Aloys Rigaut
- 2004-2008: Roger Albinyana i Saigí
- 2002-2004: Ellen Trane Nørby
- 199?-2004: Jan Burdinski
- 1994-199?: Dennis Straat
- 1992-1994: Elisabeth Geday
- 1984-1986: Joan Francesc Point

## Organisationer med fuldt medlemskab
- Albanien: Rina Liberal Demokrate (LDRS)
- Andorra: Joventut Liberal d'Andorra (JLA)
- Belgien: Jong-VLD, Liberaal Vlaams Studenten Verbond, Jeunes du MR og Fédération des Etudiants Libéraux
- Bosnien og Hercegovina: Young Liberals of Bosnia and Herzegovina (MLBiH) (Mladi Liberali Bosne i Hercegovine)
- Bulgarien: Liberal Youth Assembly of the National Movement of Simeon the Second, Radical Democratic Youth Federation, Pravilnik na Mladezhko Dvizhenie za Prava i Svobodi
- Danmark: Radikal Ungdom, Venstres Ungdom. Danmarks Liberale Studerend er tidligere medlem.e
- Estland: Estonian Centre Party Youth (Eesti Keskerakonna Noortekogu) og Estonian Reform Party Youth
- Finland: Centerpartiets Ungdom, Centerpartiets Studenterforbund og Svensk Ungdom
- Frankrig: Young Radicals (Jeunes Radicaux)
- Gibraltar: Gibraltar Liberal Youth
- Hviderusland: Civil Youth Alliance
- Irland: Young Progressive Democrats
- Italien: Giovani dell'Italia dei Valori, Centro Italiano di Critica Liberale, Federazione di Giovani Liberali
- Kroatien: Liberal Students' Association (Liberalna Studentska Asocijacija) og Croatian People's Party Youth (Mladi Hrvatske narodne stranke)
- Letland: Klubs LC
- Litauen: Lithuanian Centre Union Youth (Lietuvos Jaunuju Centristu Judejimas) og Lithuanian Liberal Youth(Lietuvos Liberalus Jaunimas)
- Luxembourg: Young Liberals and Democrats of Luxembourg (Jeunesse Democrate et Liberale du Luxembourg)
- Makedonien: Liberal-Democrat Youth (Liberalno-Demokratska Mladina)
- Montenegro: Liberal Youth of Montenegro (Mladi Liberali Crne Gore)
- Nederlandene: Jonge Democraten, Jongeren Organisatie Vrijheid and Democratie
- Norge: Norges Unge Venstre
- Polen: Young Centre (Mlode Centrum)
- Rumænien: National Liberal Youth (Tineretul National Liberal) og Liberal Student Clubs (Cluburile Studentesti Liberale)
- Serbien: Kosovo Young Liberals (Liberalet e Rinj te Kosoves)
- Schweiz: Young Swiss Liberals (Jungfreisinnige Schweiz)
- Slovenien: Young Liberal Democrats (Mladi Liberalni Demokrati in Demokratke)
- Spanien: Young Nationalists of Catalonia (Joventut Nacionalista de Catalunya)
- Storbritannien: Liberal Democrat Youth & Students og Young Alliance
- Sverige: Centerpartiets Ungdomsförbund, Centerpartiets Högskoleförbund og Liberala Ungdomsförbundet
- Tyskland: Junge Liberale og Bundesverband Liberaler Hochschulgruppen
- Østrig: JuLis Austria